# Katharina Bosse
Pour les articles homonymes, voir Bosse.
Katharina Bosse est une photographe finlandaise née à Turku en 1968. Elle grandit en Allemagne où elle obtient un diplôme en communication visuelle à la Fachhochschule Bielefeld en 1994.

## Carrière
En 1997, elle obtient le prix international Agfa de photojournalisme. Elle travaille pour de nombreux quotidiens et magazines internationaux majeurs, dont le 
New Yorker, Spin, Detour, Wired Magazine, Der Spiegel et le New York Times.
Parmi les musées exposant ses œuvres de façon permanente, les plus importants sont le Museum of Modern Art de New York, le Centre canadien pour l'architecture de Montréal et le Museum für Kunst und Gewerbe de Hambourg.

### New burlesque
Son œuvre a été particulièrement médiatisée en France grâce à un documentaire de la chaîne de télévision Arte consacrée à son immersion de deux ans dans le milieu du new burlesque aux États-Unis, dont elle a tiré un livre homonyme et une exposition.

## Ouvrages et catalogues
Ne sont indiquées que les premières éditions.
- A Portrait of the Artst as a Young Mother, Galerie Anne Barrault, Paris, 2009[2]
- New Burlesque, éditions Filigranes, Paris, 2003, D.A.P. ;
- Surface Tension, Hambourg, 2000 ;
- Fashion-Body-Fashion, Photographs of a century, Museum für Kunst und Gewerbe, Hamburg, 2000 ;
- The Betrayal of the Model, Trends and Sensibility in Contemporary Photography, Semaines Européennes de l'Image, Le Havre, Luxembourg ;
- Dudelange, 2000
- Insight Out, Landscape and Interior in Contemporary Photography, Éditions Stemmle, Zürich-New York, 1999
- Signe, Galerie Lukas & Hoffmann, Cologne, 1997
- Contemporary German Photography, Taschen, Cologne, 1997
- Surroundings, Musée Fridericianum, Kassel (Allemagne) 1995